# Ferdinand d'Aspremont-Lynden

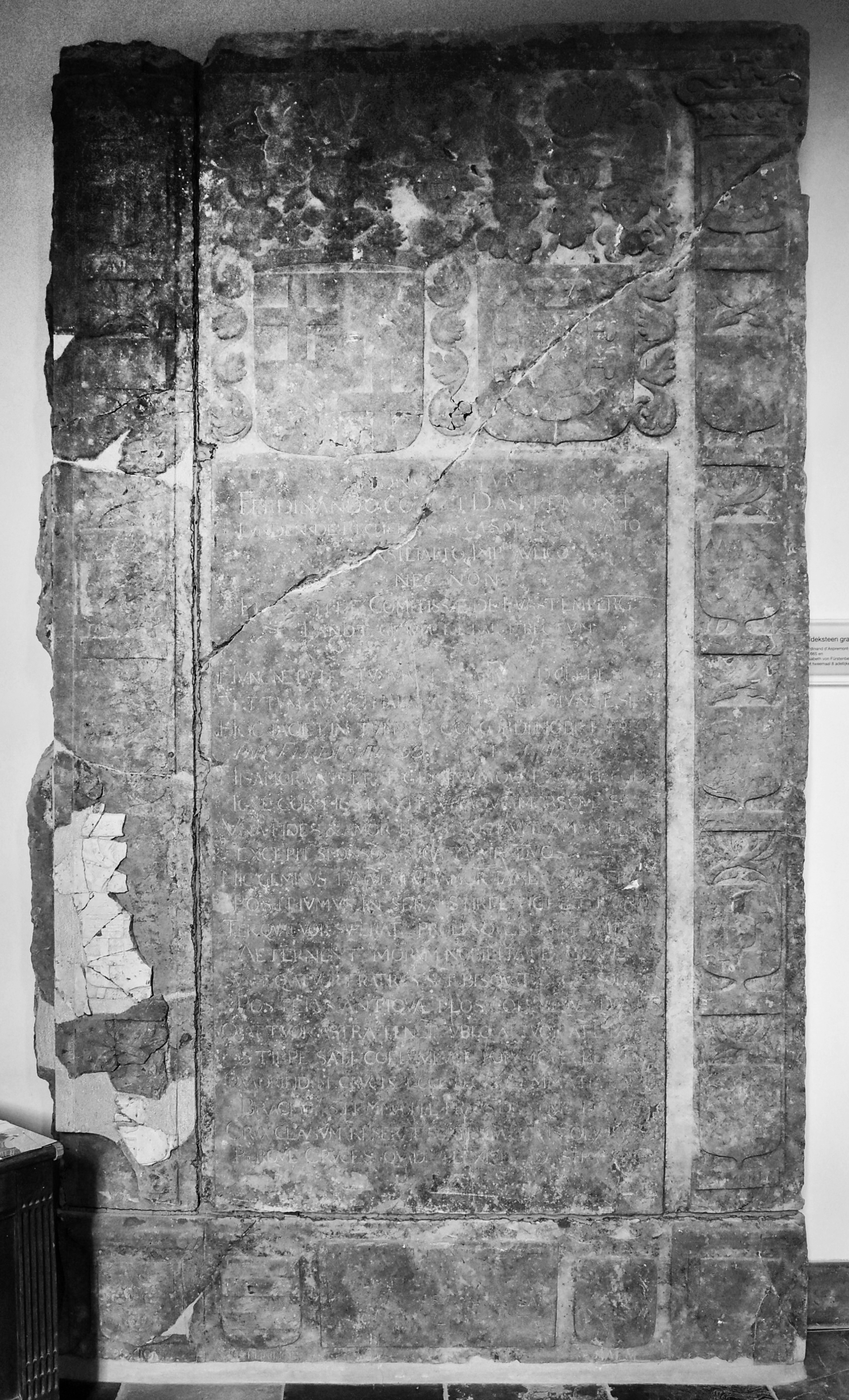
Grafsteen van Ferdinand en Elisabeth in de Museumkerk Sint-Pieter te Rekem

Ferdinand d'Aspremont-Lynden (?, 1611- Rekem, 24 juli 1665) was graaf van het rijksgraafschap Rekem van 1636 tot aan zijn dood. Hij huwde in 1643 met gravin Elisabeth van Fürstenberg, landvrouwe van Bar (overleden 15 september 1662), zuster van Frans Egon van Fürstenberg, prinsbisschop van Straatsburg. Hij volgde zijn vader Ernest d'Aspremont-Lynden op. Hij was een lid van het geslacht d'Aspremont-Lynden.
Ferdinand was kamerheer en raadsheer van keizer Ferdinand II van het Heilige Roomse Rijk.

## Levensloop
Op 30 juni 1637 deed hij in Wenen als leenman zijn onderwerping aan leenheer de keizer. Pas in 1642 kwam hij aan het hoofd van het graafschap Rekem en legden de onderdanen in de kerk de eed van trouw af aan hun landheer.
Ferdinand en Elisabeth hadden zestien kinderen: vier zonen en twaalf dochters. Na vijf jaar huwelijk had het echtpaar nog geen zoon. Zij gingen in 1648 op bedevaart naar het graf van hun vermeende voorvader Gobert d'Aspremont († 1263) in de abdij van Villers en hun gebed werd verhoord. Hij was ridder, kruisvaarder die aan de Albigenzenkruistochten deelnam en monnik in de abdij van Villers. Alle afstammelingen van Ferdinand die na 1648 zijn geboren, dragen in hun naam ofwel Gobert of Gobertine mee.

### Kinderen
In 1673 werd graaf Frans-Gobert (1649-1703), als oudste zoon, meerderjarig. Hij kon van dan af het bestuur van het rijksgraafschap Reckheim overnemen van zijn voogden. Dat waren monseigneur Frans-Egon van Fürstenberg, prins-bisschop van Straatsburg, broer van de overleden gravin; en gravin Henriëtte d’Aspremont-Lynden, prinses-abdis van het Adellijk Stift van Munsterbilzen, zuster van de overleden graaf. 
Frans-Gobert was echter door zijn oom Frans-Egon benoemd tot domheer en seculiere kanunnik in verschillende voorname kathedralen, met name in Straatsburg, Keulen, Salzburg en Luik. Later, op het einde van de 17de eeuw, werd hij nog abt-commenditaris van abdij St.-Euroult in Normandië. Omdat hij als kanunnik geen nakomelingen zou krijgen moest het majoraat ingeroepen worden om de troonopvolging in het graafschap te garanderen. Daarom stond hij in eerste instantie zijn eerstgeboorterecht af aan zijn jongere broer Ferdinand-Gobert (1650-1708). Later, toen zijn broer een militaire carrière wilde uitbouwen kwam het bestuur van het rijksgraafschap opnieuw in zijn handen.

## Dagboek
De jonge graaf Ferdinand hield een dagboek bij. In het eerste deel (1622-1636) schreef hij over zijn grote Europese reis, die hij op slechts elfjarige leeftijd ondernam. Tijdens zijn bezoeken aan de voornaamste steden van Frankrijk, Italië, Sicilië, Malta en Duitsland deed de jonge graaf levenservaring op. Hij kwam in contact met hoogwaardigheidsbekleders en kon hij vaststellen wat er zich allemaal afspeelde in de wereld van de adel.
In het dagboek vermeldde Ferdinand ook dat van zijn zestien kinderen vier dochters kort na hun geboorte stierven. Drie andere dochters huwden met edellieden uit Midden-Europa. Twee meisjes traden in in het ursulinenklooster van Metz, dicht bij het graafschap Aspremont in Lotharingen, terwijl drie andere dochters in het adellijke abdij van Munsterbilzen intraden.

## Grafsteen
Hun grafsteen bevond zich oorspronkelijk in de kerk van het Norbertinessenklooster te Rekem om later op het kerkhof daar te belanden. In 1963 verhuisde de grafsteen naar de Museumkerk Sint-Pieter in Rekem.
In de rand van de grafsteen zijn de wapenschilden van de voorouders van Ferdinand en Elisabeth te zien. Elisabeth wordt op de grafsteen als Isabella vermeld, de Spaanse variant van haar voornaam. Gezien de datum van overlijden van Ferdinand niet op de grafsteen is vermeld, heeft de graaf voor zijn afsterven opdracht gegeven om hem op te richten. Ook de vier gestorven dochters zijn voor haar in het graf begraven. Ferdinand en Elisabeth vonden hun laatste rustplaats in het verdwenen Norbertinessenklooster te Rekem.
Ferdinands zuster, Isabelle Henriette van Tilly d'Aspremont-Lynden van Reckheim liet zich, toen ze 27 was, verkiezen tot prinses- abdis van de adellijke abdij van Munsterbilzen. Bij de dood van Ferdinand werd zij, samen met Frans Egon van Fürstenberg, de broer van zijn vrouw, aangesteld tot voogd van het rijksgraafschap gezien Ferdinands kinderen nog minderjarig waren.